# Tourismus in der DDR

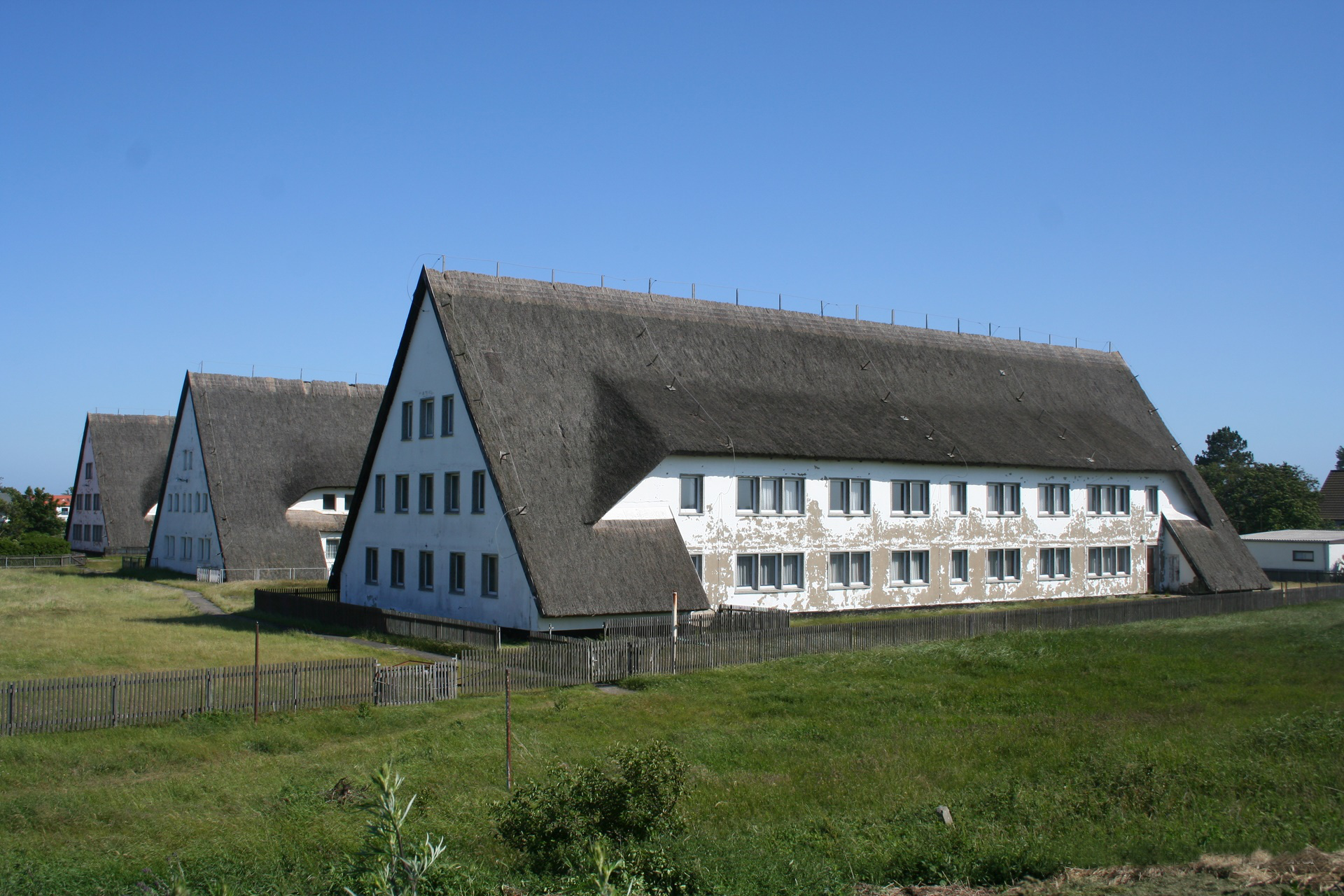
Ehemaliges FDGB-Ferienheim auf der Insel Hiddensee in Vorpommern

Der Tourismus in der DDR diente der Erholung der Bürger der DDR und sollte durch die staatliche Förderung auch die sozialistische Haltung der DDR-Bürger stärken. Beliebte Urlaubsziele waren die Ostseeinseln Rügen und Usedom sowie die Sächsische Schweiz, das Erzgebirge, der Harz und der Thüringer Wald. Auslandsreisen waren im Wesentlichen nur in das befreundete sozialistische Ausland erlaubt; lange Zeit genehmigungsfrei beispielsweise nach Polen und in die Tschechoslowakei (ČSSR), bei Erteilung einer Reisegenehmigung auch nach Ungarn, Rumänien, Bulgarien, in die UdSSR oder (noch seltener) nach Kuba.

## Angebote
Der DDR-Tourismus wurde zu rund 60 Prozent über Betriebe und staatliche Institutionen abgewickelt. Der größte Reiseveranstalter war der FDGB-Feriendienst mit eigenen FDGB-Ferienheimen (bis zu 2 Millionen Reisen pro Jahr). Für den Urlaub wurde eine Ferienplatzeinweisung ausgestellt, mit der u. a. auch verbilligte Ferienfahrkarten der Deutschen Reichsbahn erworben werden konnten.
Zweitgrößter Anbieter waren die staatlichen Campingplätze. Daneben gab es als Volkseigenen Betrieb (VEB) das Reisebüro der DDR und ab 1975 Jugendtourist, das Jugendreisebüro der Freien Deutschen Jugend (FDJ).
Nach offiziellen statistischen Angaben der DDR teilten sich die Übernachtungen 1989 wie folgt auf:
| Unterkunftsart                      | Anteil an Übernachtungen |
| ----------------------------------- | ------------------------ |
| Betriebliche Erholungseinrichtungen | 34 %                     |
| Staatliche Campingplätze            | 26 %                     |
| FDGB-Einrichtungen                  | 19 %                     |
| Jugenderholungseinrichtungen        | 17 %                     |
| Intercampingplätze                  | 4 %                      |

Nicht berücksichtigt sind individuelle Reisen, Übernachtungen in privaten Unterkünften, die oft über Kleinanzeigen angeboten wurden. Diese Unterkünfte machten in vielen touristisch stark frequentierten Orten den Großteil der Übernachtungen in der Feriensaison aus. Diese Übernachtungsangebote gab es in einfach bis zu luxuriös (Swimmingpool und Westfernsehen) aber allgemein mit Selbstversorgung. Deshalb kam es in beliebten Orten an der Ostseeküste, beispielsweise auf dem Darß oder auf Usedom, durch diese „inoffiziellen“ Touristen immer wieder zu spürbaren Lieferengpässen bei der Versorgung mit Lebensmitteln und Gütern des täglichen Bedarfs.
Sehr beliebt war auch der Camping-Urlaub, bot er doch mehr Möglichkeiten zur individuellen Urlaubsgestaltung.

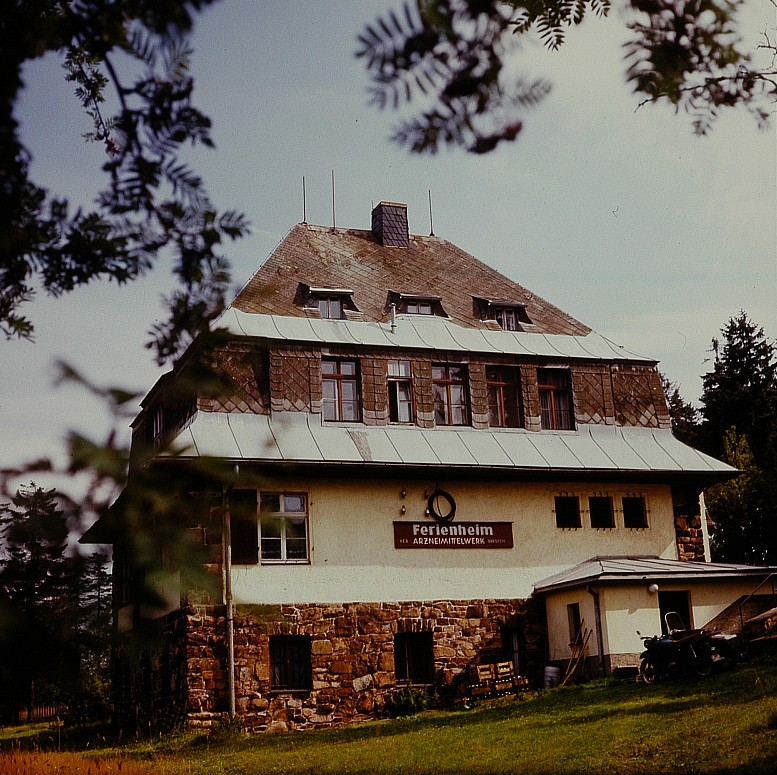
Ferienheim des VEB Arzneimittelwerk Dresden im Erzgebirge, 1976
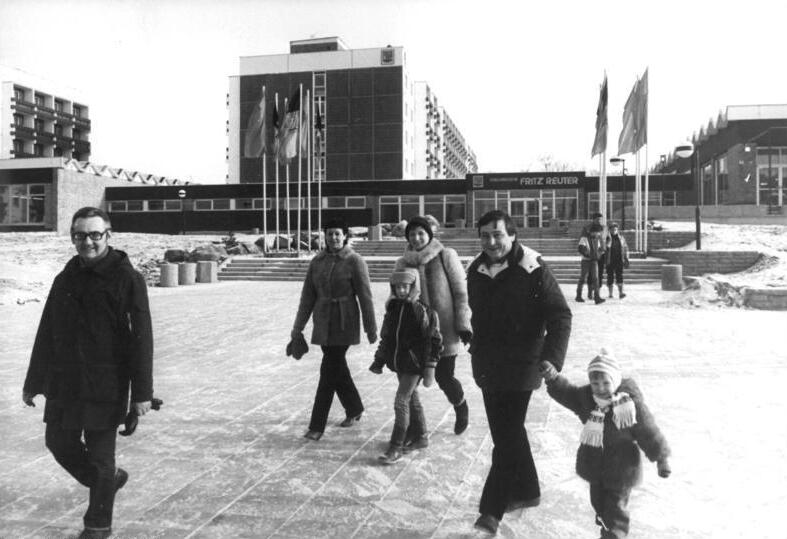
FDGB-Ferienheim „Fritz Reuter“ in Schwerin-Zippendorf, 1985
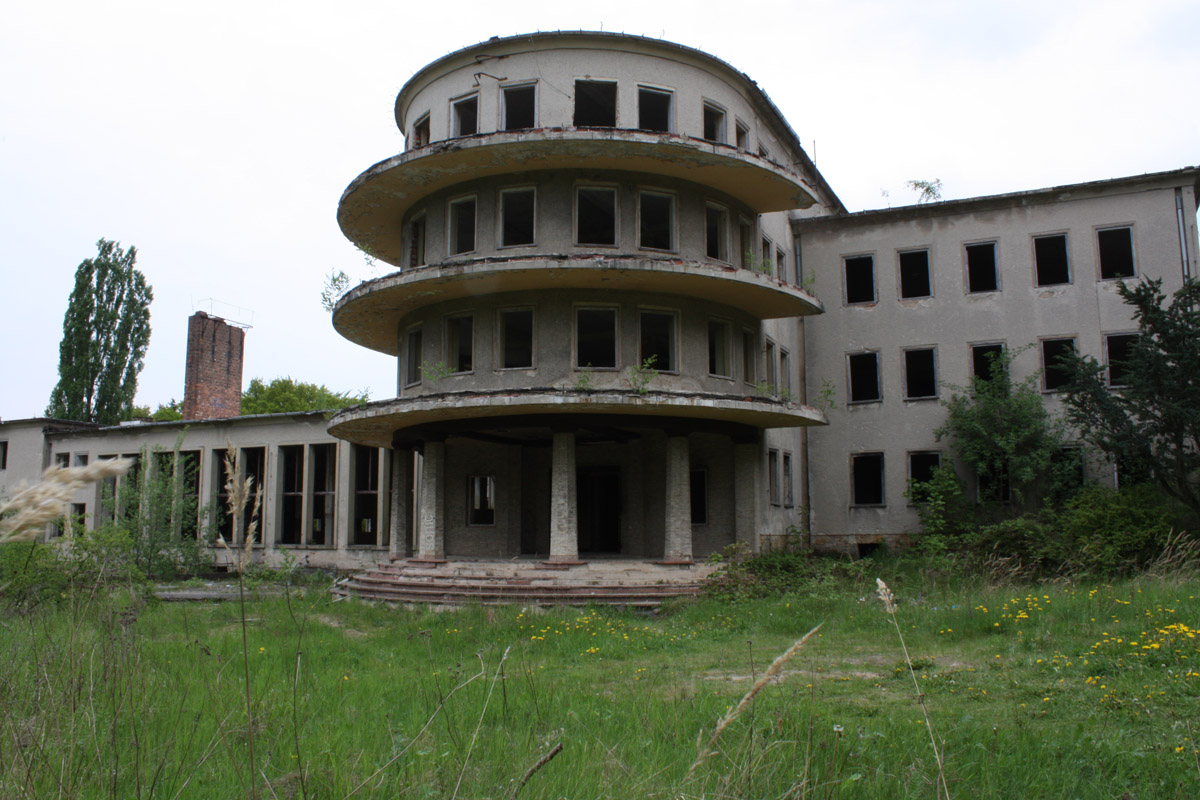
Ruine des Ferienheims „Fritz Heckert“ im ehemaligen FDGB-Urlaubsort Gernrode, 2009

## Wandern
Für das Wandern war der Kulturbund der DDR mit seiner Fachgruppe „Touristik und Wandern“ zuständig. Der bekannteste Wanderweg war der „verkürzte“ Rennsteig, den man nur von der Hohen Sonne bis Lauscha wandern konnte, da die beiden Enden durch das Grenzgebiet bzw. aus der DDR heraus führten.
Der einzige durch die DDR führende Fernwanderweg war der Internationale Bergwanderweg der Freundschaft Eisenach–Budapest.
Bekannte überregionale Wanderwege waren auch der Fernwanderweg Ostsee-Saaletalsperren und der Fernwanderweg Zittau–Wernigerode.

## Westtouristen

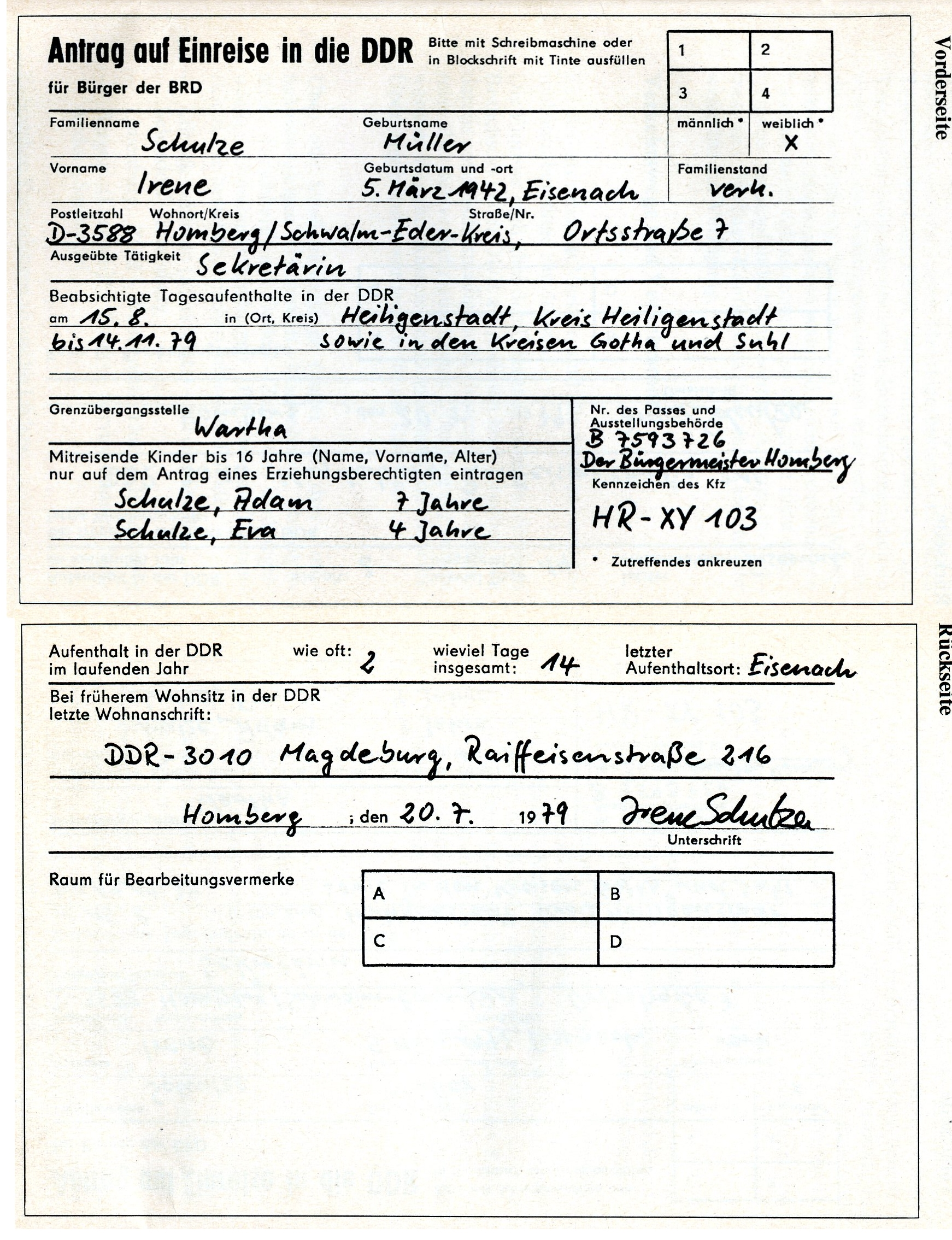
Antrag auf Einreise in die DDR für Bürger der BRD

Der Tourismus umfasste auch die Reisen westeuropäischer Ausländer in die DDR, wodurch sich die Deviseneinnahmen des Staates erhöhten. Sie hatten einige Privilegien, insbesondere die Inanspruchnahme der Intershops, in denen es westliche Waren gab und in denen man nicht mit der Mark der DDR, sondern nur mit konvertierbaren Währungen bzw. DDR-Bürger ab 1979 nur mit Forumschecks einkaufen konnten.
Der Reiseverkehr aus der Bundesrepublik Deutschland einschließlich West-Berlin in die DDR nahm 1981 (1980) auf 5,0 (6,7) Millionen Personen ab, vor allem wegen stark erhöhter Mindestumtauschsätze.

## Auslandsreisen

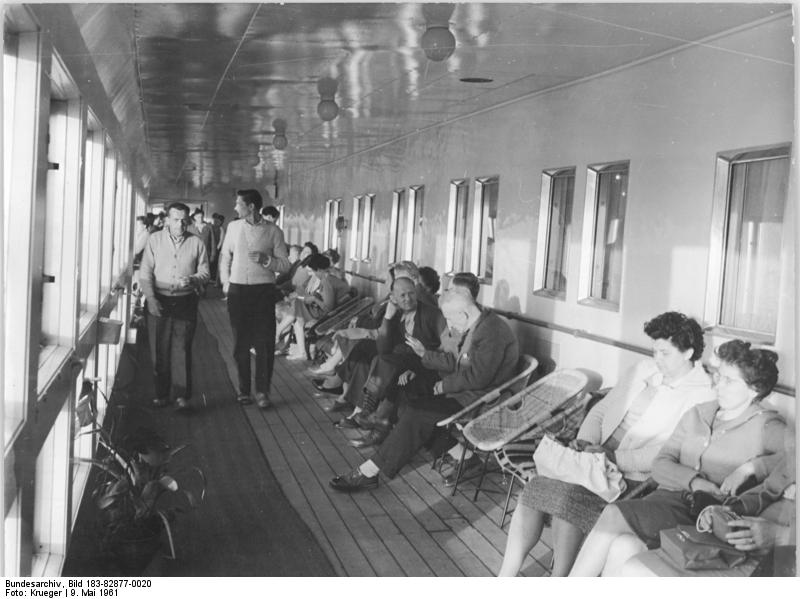
An Bord des FDGB-Urlauberschiffes Fritz Heckert, 1961

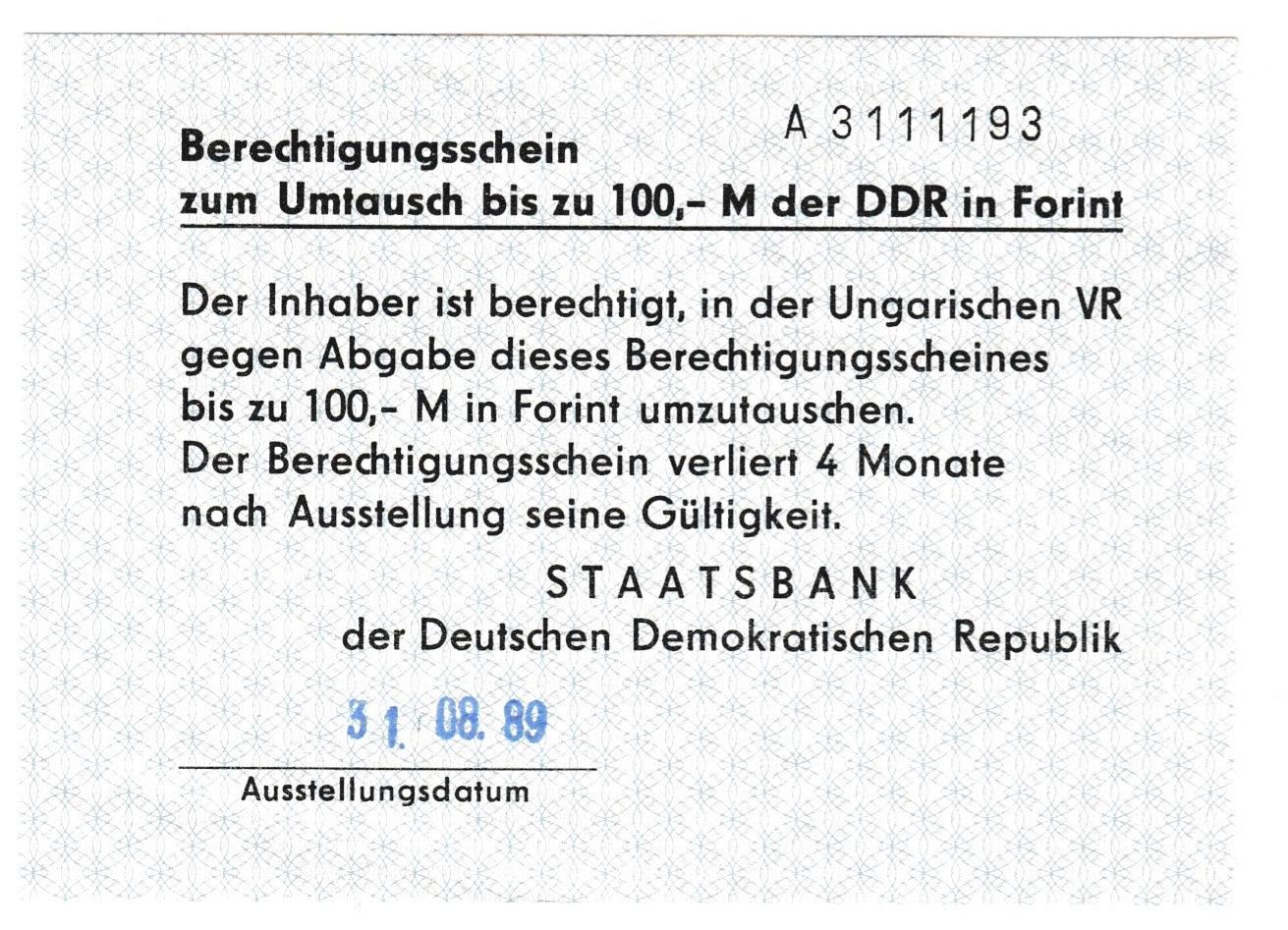
Der Umtausch von DDR-Mark in "befreundete" Währungen war reglementiert. Erst mit einem solchen Berechtigungsschein konnte man 100 Mark im Ausland in Forint umtauschen.

Grundsätzlich waren touristische Auslandsreisen für DDR-Bürger nur in Länder des damaligen Ostblocks möglich. Reisen in das nicht-sozialistische Ausland waren für DDR-Bürger nur in Ausnahmefällen möglich. Für Reisen in die sozialistischen Bruderstaaten der DDR gab es anfänglich noch einen Visumzwang. Ab 1968 richtete die DDR-Regierung für Reisen auf den Balkan eine Ausweichstrecke durch die UdSSR ein. Man benötigte hierfür ein Transitvisum, welches für drei Tage galt. Mit Hilfe dieses Visums wurden die Grenzen der UdSSR für Individualtouristen durchlässig, was vereinzelt zu unerlaubten Ostreisen führte (siehe: Unerkannt durch Freundesland). Auch Reisen nach Kuba wurden ab 1973 möglich. Diese waren jedoch sehr teuer.
Der Politikwissenschaftler Stefan Appelius befasste sich ausgiebig mit dem Tourismus in der DDR und veröffentlichte 2011 bei der Bundeszentrale für politische Bildung einen längeren Aufsatz mit dem Titel Das Reisebüro der DDR. In der DDR wohlbekannt, spiele es gleichwohl „in der Forschungsliteratur keine Rolle“. Wenn, werde es „meist mit ostalgischem Augenzwinkern“ erwähnt, obwohl es mehr Aufmerksamkeit verdiene, „fungierte es doch als eine Art getarnter Filialbetrieb der Staatssicherheit.“ Appelius teilte die Ergebnisse seiner Recherche bei dem Bundesbeauftragten für die Stasi-Unterlagen mit und fasste, das dortige Material zitierend, zusammen:

„Die Geschichte des ‚Reisebüros der DDR‘ hat wenig mit augenzwinkernder Lagerfeuerromantik zu tun. Die meisten festangestellten Repräsentanten und Chefrepräsentanten des ‚Reisebüros der DDR‘ und die ehrenamtlichen Reiseleiter arbeiteten gemeinsam im Auftrag des Ministeriums für Staatssicherheit an der ‚Sicherung und Kontrolle des Reise- und Touristenverkehrs in das sozialistische Ausland‘.“